# Meurtres en cascade
Pour plus de détails, voir Fiche technique et Distribution.
Meurtres en cascade (Last Embrace) est un film américain réalisé par Jonathan Demme et sorti en 1979. Il s'agit d'une adaptation cinématographique du roman The 13th Man de Murray Teigh Bloom.

## Synopsis
Après l’assassinat de sa femme Dorothy, l'agent secret Harry Hannan craque nerveusement et passe quelque temps dans une maison de santé . Il reprend le travail mais, après avoir reçu un avertissement crypté en hébreu, en vient à penser que le gouvernement veut le tuer. Il mène son enquête avec l'aide d'Ellie Fabian, une étudiante en anthropologie qui cache ses propres secrets.

## Fiche technique
Sauf indication contraire, les informations mentionnées dans cette section peuvent être confirmées par la base de données cinématographiques IMDb,  présente dans la section « Liens externes ».
- Titre original : Last Embrace
- Titre français : Meurtres en cascade
- Réalisation : Jonathan Demme
- Scénario : David Shaber, d'après le roman The 13th Man de Murray Teigh Bloom
- Musique : Miklós Rózsa
- Photographie : Tak Fujimoto
- Montage : Barry Malkin
- Société de production : Taylor-Wigutow Productions
- Distribution : United Artists
- Pays de production :  États-Unis
- Langue originale : anglais
- Format : couleur - 1.85 : 1 - son mono
- Genre : thriller
- Durée : 102 minutes
- Date de sortie :
  - États-Unis : 4 mai 1979

## Distribution
- Roy Scheider (VF : Marcel Guido) : Harry Hannan
- Janet Margolin (VF : Marie-Christine Darah) : Ellie Fabian
- Sam Levene (VF : Roger Carel) : Sam Urdell
- John Glover (VF : Guy Chapellier) : Richard Peabody
- Charles Napier (VF : Jacques Frantz) : Dave Quittle
- Marcia Rodd : Adrian
- Christopher Walken (VF : Bernard Lanneau) : Eckart
- David Margulies (VF : Michel Derain) : le rabbin Josh Drexel
- Jacqueline Brookes : Dr Coopersmith
- Joe Spinell : l'homme au restaurant

## Accueil
Le film rapporte 1 537 125 de dollars au box-office américain.
Il recueille 33 % de critiques favorables, avec une note moyenne de 5/10 et sur la base de six critiques collectées, sur le site Rotten Tomatoes.